# Sharon Bezaly
Sharon Bezaly von Bahr, född 2 oktober 1972, är en israelisk-svensk flöjtist. 
Sharon Bezaly är en internationellt framgångsrik tvärflöjtsolist och har uruppfört ett antal flöjtkonserter skrivna direkt för henne av bland andra Sofija Gubajdulina och Christian Lindberg. Hon har varit gift med den svenske skivbolagsdirektören Robert von Bahr 2002–2010 och lever åter samman med denne. Hon är svensk medborgare sedan 2005.
Hon invaldes 2018 som ledamot i Kungliga Musikaliska Akademien.